# Ajelet ha-Šachar
Ajelet ha-Šachar (hebrejsky אַיֶּלֶת הַשַּׁחַר,anglicky Ayelet HaShahar, v oficiálním seznamu sídel Ayyelet HaShahar) je vesnice typu kibuc v Izraeli, v Severním distriktu, v Oblastní radě ha-Galil ha-Eljon (Horní Galilea).

## Geografie
Leží cca 15 kilometrů severně od Galilejského jezera, cca 130 kilometrů severovýchodně od centra Tel Avivu a cca 60 kilometrů severovýchodně od centra Haify v Horní Galileji, v ploché úrodné nížině Chulského údolí při horním toku řeky Jordán v nadmořské výšce 163 metrů. Jižně od obce probíhá občasný vodní tok Nachal Chacor. Severně od kibucu teče vádí Nachal Machberam. Západním směrem se terén zvedá do kopcovité části Horní Galileje. Zhruba 3 kilometry od vesnice stojí pahorek Har Ajelet.
Ajelet ha-Šachar je osídlen Židy a je situován v oblasti s etnicky ryze židovským osídlením. Pouze cca 6 kilometrů jihovýchodním směrem leží město Tuba-Zangarija obývané izraelskými Araby, respektive Beduíny.
Na dopravní síť je Ajelet ha-Šachar napojen pomocí dálnice číslo 90, která v severojižním směru spojuje Metulu a Tiberias. Dálnice míjí obec na západním okraji a je zde převedena do obchvatu, který ponechává na dotyku k vlastní obcí jen původní starou trasu, nyní využívanou pro lokální dopravu. Při této staré cestě leží také archeologická lokalita Tel Chacor.

## Dějiny
Ajelet ha-Šachar byl založen roku 1918. Šlo o jednu z pouhých dvou nových židovských osad, které toho roku v Palestině vznikly (druhou byl Tel Chaj). K slavnostnímu založení osady došlo 30. června 1918. Pozemky, na které vesnice vznikla, zakoupila Jewish Colonization Association už v roce 1892. Tehdy ale pokus o osídlení této lokality nevyšel a půdu pak využívali rolníci z nedaleké vesnice Roš Pina. V roce 1915 se tu usadila skupina šesti Židů napojených na organizaci Poalej Cijon, kteří byli přistěhovalci v rámci druhé aliji. Teprve v roce 1918 ale došlo k založení trvalého sídla.
Zpočátku čelili osadníci nedostatku vody a útokům okolních Arabů. V roce 1920 se do Ajelet ha-Šachar uchýlili obyvatelé židovské osady Kfar Gil'adi, kteří byli kvůli arabským útokům evakuováni ze svých domovů. V době britského mandátu sloužila vesnice jako jedno z center Palmachu, elitních vojenských jednotek palestinských Židů. Také odtud byla organizována ilegální imigrace Židů přes syrskou hranici. Během války za nezávislost v roce 1948 byl kibuc opakovaně ostřelován.
Roku 1949 měl kibuc už 570 obyvatel a rozkládal se na ploše 4820 dunamů (4,82 kilometrů čtverečních). V roce 1951, kdy došlo k rozkolu v organizaci ha-Kibuc ha-Meuchad (viz Kibucové hnutí), odešli někteří členové Ajelet ha-Šachar do jiných kibuců, zejména do Ha-Gošrim.
Během šestidenní války v roce 1967 byl Ajelet ha-Šachar ostřelován syrskou armádou.
Ekonomika obce je založena na zemědělství, drobném průmyslu a turistickém ruchu. Pěstuje se zde zelenina, avokádo, broskve nebo granátová jablka. V Ajelet ha-Šachar fungují zařízení předškolní péče i základní škola Mevo Galil (מבוא גליל), kam dojíždějí i děti z okolních vesnic. Roku 2001 bylo v kibucu zřízeno centrum pro absorpci Židů původem z Etiopie, kteří zde absolvují aklimatizační kurzy. Kibuc prošel částečnou privatizací, po které jsou jeho členové odměňováni podle vykonané práce. V Ajelet ha-Šachar je k dispozici obchod a synagoga.

## Demografie
Obyvatelstvo Ajelet ha-Šachar je sekulární. Podle údajů z roku 2014 tvořili naprostou většinu obyvatel v Ajelet ha-Šachar Židé - cca 1400 osob (včetně statistické kategorie "ostatní", která zahrnuje nearabské obyvatele židovského původu ale bez formální příslušnosti k židovskému náboženství, cca 1500 osob).
Jde o menší sídlo vesnického typu, byť v kategorii zdejších kibuců jde o lidnatější obec s některými střediskovými funkcemi. K 31. prosinci 2014 zde žilo 1498 lidí. Během roku 2014 klesla populace o 10,5 %.
| Rok            | 1948 | 1949 | 1961 | 1972 | 1983 | 1995 | 2001 | 2003 | 2004 | 2005 | 2006 | 2007 | 2008 | 2009 | 2010 | 2011 | 2012 | 2013 | 2014 |
| -------------- | ---- | ---- | ---- | ---- | ---- | ---- | ---- | ---- | ---- | ---- | ---- | ---- | ---- | ---- | ---- | ---- | ---- | ---- | ---- |
| Počet obyvatel | 432  | 570  | 712  | 760  | 917  | 764  | 1280 | 1324 | 1271 | 1241 | 1195 | 1193 | 1172 | 1263 | 1180 | 1613 | 1565 | 1674 | 1498 |